# Segelfluggelände Pohlheim

i7
i11
i13
Das Segelfluggelände Pohlheim befindet sich auf einer Anhöhe südwestlich von Pohlheim, im Ortsteil Watzenborn-Steinberg. Das Gelände ist Heimat des Segelflugvereins Segelfliegergruppe Steinkopf e. V. sowie der Drachenflieger Pohlheim e. V.

## Geschichte
Das Gelände wird seit 1973 als Segelfluggelände benutzt. Zu dieser Zeit wurde auch der erste Hangar (alte Halle) errichtet.
Im Jahr 1982 begann der Verein Drachenflieger Taunus e. V. mit Flugbetrieb auf dem Pohlheimer Flugplatz, zusätzlich zum Platzgründerverein Segelfliegergruppe Steinkopfe. V. (auch SGS Pohlheim genannt).
Wesentlich für die Nutzung war die Errichtung einer weiteren Unterstellmöglichkeit (neue Halle) im Jahre 2006.

## Flugbetrieb
Das Segelfluggelände ist mit einer 550 m langen und 30 m breiten Start- und Landebahn aus Gras (Richtung 08/26) ausgestattet. Es ist zugelassen für Segelflugzeuge, Motorsegler, am Platz stationierte Ultraleichtflugzeuge, Luftfahrzeuge bis 2000 kg höchstzulässiger Abflugmasse, sofern diese mit einer Schleppvorrichtung zum F-Schlepp ausgerüstet sind, Gleitschirme, Hängegleiter und Freiballone. Als Startarten sind Flugzeugschleppstart und Windenstart zugelassen. Der Halter und Betreiber des Segelfluggeländes ist die Segelfliegergruppe Steinkopf e. V. Die Platzfrequenz ist 123,690 MHz.